# InQuest Gamer
InQuest Gamer (precedentemente InQuest) è stata una rivista mensile statunitense, pubblicata dal 1995 al 2007, dedicata a recensioni e notizie di giochi. 

## Storia
Nata col nome di InQuest, in origine si occupava solo di giochi di carte collezionabili, ed era la principale pubblicazione del settore assieme alla concorrente Scrye. Più avanti la rivista iniziò ad occuparsi anche di altri tipi di giochi, come i giochi di ruolo, i videogiochi, i wargame tridimensionali, i giochi da tavolo ed altri ancora. Le pubblicazioni cessarono nel settembre 2007.
InQuest #0, il primo numero, fu pubblicato nell'aprile 1995. Per il numero #46 (febbraio 1999) la rivista cambiò nome in InQuest Gamer, con la parola Gamer in risalto nella copertina, un chiaro segno che la pubblicazione sarebbe stata d'ora in avanti dedicata ai giochi. A partire dal numero #53 e fino alla chiusura del periodico il nome InQuest tornò ad essere più in risalto sulla copertina.
Siccome la rivista iniziò le pubblicazioni circa un paio d'anno dopo Magic: l'Adunanza, il primo gioco di carte collezionabili, esso era uno degli argomenti principali trattati al suo interno. Altri contenuti tipici erano notizie, articoli di strategia e guide ai prezzi sul mercato secondario di giochi di carte e miniature collezionabili, oltre che liste delle componenti di questi giochi e sezioni umoristiche correlate ad essi.
Lo staff editoriale comprendeva Mike Searle, Tom Slizewski, Jeff Hannes, Brent Fishbaugh, Steve Frohnhoefer, Paul Sudlow, Jeremy Smith, Thorin McGee, Kyle Ackerman, Alex Shvartsman e Rick Swan. Martin A. Stever era il responsabile vendite e marketing.